# Área intercondilar da tíbia
A área intercondilar da tíbia é a separação entre o côndilo medial e lateral na extremidade superior da tíbia. Os ligamentos cruzados anterior e posterior e os meniscos fixam-se na área intercondilar.
A eminência intercondilóide é composta pelos tubérculos intercondilares medial e lateral. Ela divide a área intercondilar nas partes anterior e posterior.

## Estrutura

### Área anterior
A área intercondilar anterior (ou fossa intercondilóide anterior) é a parte anterior da área intercondilar.

A área intercondilar anterior é o local onde o ligamento cruzado anterior se fixa à tíbia .

### Eminência intercondilóide
A eminência intercondilóide, (eminência intercondilar ou espinha tibial), situa-se entre as facetas articulares da tíbia proximal, mas mais perto da face posterior do que da face anterior do osso. É encimada em ambos os lados por um tubérculo proeminente, em cujos lados as facetas articulares se prolongam. Tanto na frente como atrás da eminência intercondilóide localizam-se depressões rugosas (fossas), para a fixação dos ligamentos cruzados anterior e posterior e os meniscos.
Dois tubérculos emergem da eminência:
- O tubérculo intercondilar medial,  uma protusão no côndilo medial.
- O tubérculo intercondilar lateral, uma protrusão no côndilo lateral.

É uma área que pode estar estar envolvida em certas fraturas.

### Área posterior
Posteriormente, o côndilo medial e o côndilo lateral são separados um do outro por uma depressão rasa, a fossa intercondilóide posterior (ou área intercondilar), que dá fixação a parte do ligamento cruzado posterior do joelho.